# Halldor Skard
Halldor Skard (Oslo, 11 april 1973) is een Noors noordse combinatieskiër. 

## Carrière
Skard behaalde zijn grootste successen in de estafette. In 1995 won Skard de zilveren medaille op de estafette tijdens de wereldkampioenschappen. Twee jaar later in eigen land won Skard de wereldtitel op de estafette. Tijdens de Olympische Winterspelen 1998 won Skard de gouden medaille op de estafette, in de individuele wedstrijd was hij uitgevallen.
In 1996 won Skard in het Amerikaanse Steamboat Springs zijn enige wereldbekerwedstrijd individueel.

## Belangrijkste resultaten

### Olympische Winterspelen
| Editie | Plaats | Resultaten                          |
| ------ | ------ | ----------------------------------- |
| 1998   | Nagano | uitgevallen individueel · estafette |

### Wereldkampioenschappen noordse combinatie
| Jaar | Plaats      | Resultaten |
| ---- | ----------- | ---------- |
| 1995 | Thunder Bay | estafette  |
| 1997 | Trondheim   | estafette  |